# 日本顎顔面インプラント学会
公益社団法人日本顎顔面インプラント学会（にほんがくがんめんインプラントがっかい、英文名称：Japanese Academy of Maxillofacial Implants、略称：JAMFI）とは、デンタルインプラントを中心とした学問を取り扱う専門学術団体の一つである。日本歯科医学会の認定分科会。

## 概要
1993年10月8日、発起人集会が開催され、11月16日に日本顎顔面臨床生体材料研究会として設立された。1997年には名称を日本顎顔面機能再建学会とし、1999年に現在の名称である日本顎顔面インプラント学会と変更になった。2012年9月30日現在、会員数1,346名。2014年現在、理事長は瀬戸晥一。

## 総会
- 年1回

## 本部事務局
- 〒108-0014　東京都港区芝5-29-22 ライオンズマンションフェリス三田805号

## 学会誌
- 『日本顎顔面インプラント学会誌』年2回発刊 ISSN 1347-894X 全国書誌番号:01007478

## 専門認定
- 歯科医師
  - 日本顎顔面インプラント学会専門医
  - 日本顎顔面インプラント学会指導医

## 大会等
| 年     | 月日           | 名称                                                       | 会長       | 会場               | テーマ | 参加者数 | 備考        |
| ------ | -------------- | ---------------------------------------------------------- | ---------- | ------------------ | ------ | -------- | ----------- |
| 1993年 | 11月16日       | 第1回日本顎顔面臨床生体材料研究会                          | 工藤逸郎   | 日本大学           |        |          | [ 2 ]       |
| 1994年 | 12月10日       | 第2回日本顎顔面臨床生体材料研究会                          | 榎本昭二   | 品川コクヨホール   |        |          | [ 2 ]       |
| 1995年 | 9月28日        | 第3回日本顎顔面臨床生体材料研究会                          | 野間弘康   | 東京歯科大学       |        |          | [ 2 ]       |
| 1996年 | 9月28日        | 第4回日本顎顔面臨床生体材料研究会                          | 榎本昭二   | 岩手医科大学       |        |          | [ 2 ]       |
| 1997年 | 12月16日       | 第1回日本顎顔面機能再建学会総会                            | 上田実     | 名古屋大学         |        |          | [ 2 ]       |
| 1998年 | 11月12日～13日 | 第2回日本顎顔面機能再建学会総会                            | 草刈玄     | 新潟ペンシルビル   |        |          | [ 2 ]       |
| 1999年 | 11月19日～20日 | 第3回日本顎顔面インプラント学会総会・学術大会              | 吉田勲     | パレプラン高志会館 |        |          | [ 2 ]       |
| 2000年 | 10月27日～28日 | 第4回日本顎顔面インプラント学会総会・学術大会              | 瀬戸晥一   |                    |        |          | [ 3 ]       |
| 2001年 | 11月15日～17日 | 第5回日本顎顔面インプラント学会総会・学術大会              | 飯塚忠彦   |                    |        |          | [ 3 ]       |
| 2002年 | 10月26日～27日 | 第6回日本顎顔面インプラント学会総会・学術大会              | 田中收     |                    |        |          | [ 3 ]       |
| 2003年 | 9月13日～14日  | 第7回日本顎顔面インプラント学会総会・学術大会              | 栗田賢一   |                    |        |          | [ 3 ]       |
| 2004年 | 11月12日～13日 | 第8回日本顎顔面インプラント学会総会・学術大会              | 西田實     |                    |        |          | [ 3 ]       |
| 2005年 | 11月3日～4日   | 第9回日本顎顔面インプラント学会総会・学術大会              | 松浦正朗   |                    |        |          | [ 3 ]       |
| 2006年 | 12月7日～8日   | 第10回日本顎顔面インプラント学会総会・学術大会             | 朝波惣一郎 |                    |        |          | [ 3 ]       |
| 2007年 | 12月1日～2日   | 第11回日本顎顔面インプラント学会総会・学術大会             | 又賀泉     |                    |        |          | [ 3 ]       |
| 2008年 | 12月6日～7日   | 第12回有限責任法人日本顎顔面インプラント学会総会・学術大会 | 白川正順   |                    |        |          | [ 3 ] [ 2 ] |
| 2009年 | 12月12日～13日 | 第13回有限責任法人日本顎顔面インプラント学会総会・学術大会 | 後藤昌昭   |                    |        |          | [ 3 ]       |
| 2010年 | 12月4日～5日   | 第14回一般社団法人日本顎顔面インプラント学会総会・学術大会 | 嶋田淳     |                    |        |          | [ 3 ] [ 2 ] |
| 2011年 | 12月3日～4日   | 第15回一般社団法人日本顎顔面インプラント学会総会・学術大会 | 矢島安朝   |                    |        |          | [ 3 ]       |
| 2012年 | 12月1日～2日   | 第16回公益社団法人日本顎顔面インプラント学会総会・学術大会 | 高橋哲     |                    |        |          | [ 3 ] [ 2 ] |
| 2013年 | 11月30日       | 第17回公益社団法人日本顎顔面インプラント学会総会・学術大会 | 髙森等     | 日本歯科大学       |        |          | [ 3 ]       |
| 2014年 | 11月29日～30日 | 第18回公益社団法人日本顎顔面インプラント学会総会・学術大会 | 関根浄治   |                    |        |          | [ 3 ]       |

## 加盟団体
- 日本歯科医学会
- 日本歯学系学会協議会